# Радко Юрій Іванович
Юрій Іванович Радко (нар. 22 серпня 1990, м. Чортків, Україна) — український композитор, акордеоніст, педагог. Кандидат мистецтвознавства (доктор філософії) (2019). 

## Життєпис
Юрій Радко народився 22 серпня 1990 року в місті Чортків, Тернопільської області.
Закінчив Чортківський гуманітарно-педагогічний коледж (2009) з дипломом молодшого спеціаліста з відзнакою, а також здобув ступені бакалавра (2013) та магістра (2014) музичного мистецтва з відзнакою в Прикарпатському національному університеті імені Василя Стефаника.
Навчався в аспірантурі цього університету, проте захистив кандидатську дисертацію на тему «Стильова еволюція жанру баянної сонати у східнослов’янському інструментальному мистецтві другої половини ХХ — початку ХХІ століть» за спеціальностю музичне мистецтво у спеціалізованій вченій раді  Львівської національної музичної академії ім. М. В. Лисенка у 2019 році. Зараз активно працює у сфері кіно в ролі композитора.

## Творчість
Юрій Радко є композитором і саунд-дизайнером у сфері кіно та телебачення. Створив музику до шести повнометражних фільмів, серед яких Roadkill, I Rise та Eldritch USA. Його музика для Roadkill отримала схвальні відгуки критиків за її здатність передати почуття ізоляції й напруги, створюючи атмосферу занепокоєння. Створив музику до короткометражного фільму Home, який досліджує тему знищення людством свого єдиного дому. Фільм Home переміг на Goa Short Film Festival (2021, Best International Short Film) та Europe Film Festival U.K. (2021, Best Creative Short), а також був номінований на 9 інших фестивалях. За музику до короткометражного фільму Echoes Юрій Радко здобув перемогу в номінації "Кращий композитор до короткометражного фільму" на фестивалі Bridge Fest Awards 2024 у Ванкувері, Канада.

## Сингли
- 2019 — «Air»
- 2020 — «Мольфар»
- 2022 — «I can Fly»
- 2023 — «Expectance»
- 2023 — «Corn»
- 2023 — «Moonlight»
- 2023 — «Reflection»
- 2024 — «Ethereal Waves»
- 2024 — «Evanescence»

## Відзнаки
- Премія «Найкращий композитор короткометражного фільму» на Bridge Fest Awards (2024).
- І премія на Міжнародному конкурсі баяністів-акордеоністів «Perpetuum Mobile» (Дрогобич, Україна).

## Композитор та саунд-дизайнер
| Рік      | Фільм                                                    | Посада                     | Тип фільму       |
| -------- | -------------------------------------------------------- | -------------------------- | ---------------- |
| 2021     | Good Intentions                                          | саунд-дизайнер             | повнометражний   |
| 2021     | Home                                                     | композитор                 | короткометражний |
| 2022     | Prohibited Life                                          | композитор, саунд-дизайнер | короткометражний |
| 2022     | Artificial Selection                                     | композитор                 | короткометражний |
| 2022     | Roadkill                                                 | композитор                 | повнометражний   |
| 2022     | I Rise                                                   | композитор                 | повнометражний   |
| 2023     | Eldritch USA                                             | композитор                 | повнометражний   |
| 2023     | The Exchange                                             | композитор                 | короткометражний |
| Upcoming | Faith                                                    | композитор                 | короткометражний |
| Upcoming | The Lemonade Files: An Untold Story of the Missing Shoes | композитор                 | повнометражний   |
| Upcoming | Wrinkles                                                 | композитор                 | короткометражний |
| Upcoming | Secret of Bog Lake                                       | композитор, саунд-дизайнер | повнометражний   |
| Upcoming | Echoes                                                   | композитор, саунд-дизайнер | короткометражний |
| Upcoming | Trapped Magic: The Broken Blade                          | композитор                 | короткометражний |
| Upcoming | Out of Darkness                                          | композитор, саунд-дизайнер | повнометражний   |